# لارنس فینک
لارنس داگلاس فینک (به انگلیسی: Laurence Douglas Fink) (زاده ۲ نوامبر ۱۹۵۲) کارآفرین، سیاست‌مدار، اقتصاددان و مدیر ارشد اجرایی آمریکایی است، که در سال ۱۹۸۸ شرکت بلک‌راک را تأسیس کرد و اکنون به‌عنوان مدیر عامل اجرایی و رئیس هیئت مدیره بلک‌راک، فعالیت می‌نماید. وی یهودی می‌باشد.

## زندگی شخصی و تحصیل
فینک در ۲ نوامبر ۱۹۵۲ به دنیا آمد. او به‌عنوان یکی از سه فرزند یک خانواده یهودی در ون نایز، کالیفرنیا بزرگ شد. مادرش لیلا (۱۹۳۰–۲۰۱۲) استاد زبان انگلیسی بود و پدرش فردریک (۱۹۲۵–۲۰۱۳) صاحب یک فروشگاه کفش بود. او در سال ۱۹۷۴ مدرک کارشناسی در علوم سیاسی از دانشگاه کالیفرنیا، لس‌آنجلس (UCLA) دریافت کرد. فینک همچنین عضو کپا بتا فی بود. سپس در سال ۱۹۷۶ مدرک MBA در املاک و مستغلات از مدرسه مدیریت آندرسون دانشگاه UCLA دریافت کرد.